# Ousmane Kane
Pour les articles homonymes, voir Kane.
Ousmane Kane (né en 1965 à Mbour) est un homme politique sénégalais.
Candidat indépendant à l'élection présidentielle sénégalaise de 2007, il s'est désisté de la course en faveur de Moustapha Niasse, ancien Premier Ministre du Sénégal et candidat de la coalition Alternative 2007.
Il est le sixième enfant d’une famille qui en compte onze. Il a grandi à Mbour où il a fait ses études primaires à l'école Annexe de l’École Normale Régionale Demba Diop, avant d’entrer au CES II de Mbour.
Nanti d'un Doctorat en Droit public, il a été nommé en 1998 Conseiller Juridique au Secrétariat de l’ONU à New York, où il a servi comme Secrétaire du Comité Paritaire de Recours pendant deux ans. Durant cette période, il est envoyé en République centrafricaine comme Observateur Electoral de l’ONU pour l’observation et la validation du processus électoral des présidentielles de 1999.
En tant que Médiateur de la République a.i du Gouvernement de Transition de l’ONU au Timor Oriental (2000-2001) Ousmane Kane a joué un rôle majeur dans l’élaboration des termes de référence et des projets de loi portant création de l’Office du Médiateur, et du Service de l’Inspection Générale d’État.
Ousmane Kane a été Administrateur à la Mission de l’ONU en République démocratique du Congo, à Goma, une ville du Kivu qui était sous le contrôle du mouvement rebelle RCD-Goma.
En 2002, Ousmane Kane est nommé Chef de la Section des Affaires Juridiques à la Base Logistique du Département du Maintien de la Paix de l’ONU à Brindisi (Italie). Il occupera ces fonctions jusqu’en 2004.
En tant que consultant, Ousmane Kane occupe depuis 2004 une fonction d’expert judiciaire auprès d’agences gouvernementales de l’État du Nevada, dans le cadre de l’Inspection annuelle du Gouvernement Fédéral des États-Unis sur les services à l’enfant et à la famille.
Ousmane Kane a servi de conseiller à plusieurs agences gouvernementales américaines sur des questions de stratégies de gestion dans le cadre des nouvelles exigences en matière de conformité des lois fédérales. Il a aussi participé à l’élaboration du document final sur le Projet d’Amélioration du Système Judiciaire de la Cour Suprême de l’État du Nevada.
Ousmane Kane a, par ailleurs, agi comme consultant auprès du Service des “Court-Appointed Special Advocates” pour la création d’un collectif d’agents judiciaires dont le rôle est de protéger l’intérêt des enfants dans les procédures de droit familial.
En sa qualité de Consultant, Ousmane Kane a agi pour le compte du syndicat du personnel de l’ONU dans le cadre de la réforme du droit administratif et de l’emploi au sein du Secrétariat de l’ONU. À ce titre, il a mené des consultations et négociations de haut niveau avec les représentants du Secrétaire-Général.
Le 22 octobre 2015, Ousmane Kane déclare officiellement sa candidature à l'élection présidentielle du Sénégal prévue en 2017. Il prononce son discours devant des centaines de personnes, venues de tous le pays, dans sa ville natale : M'Bour.

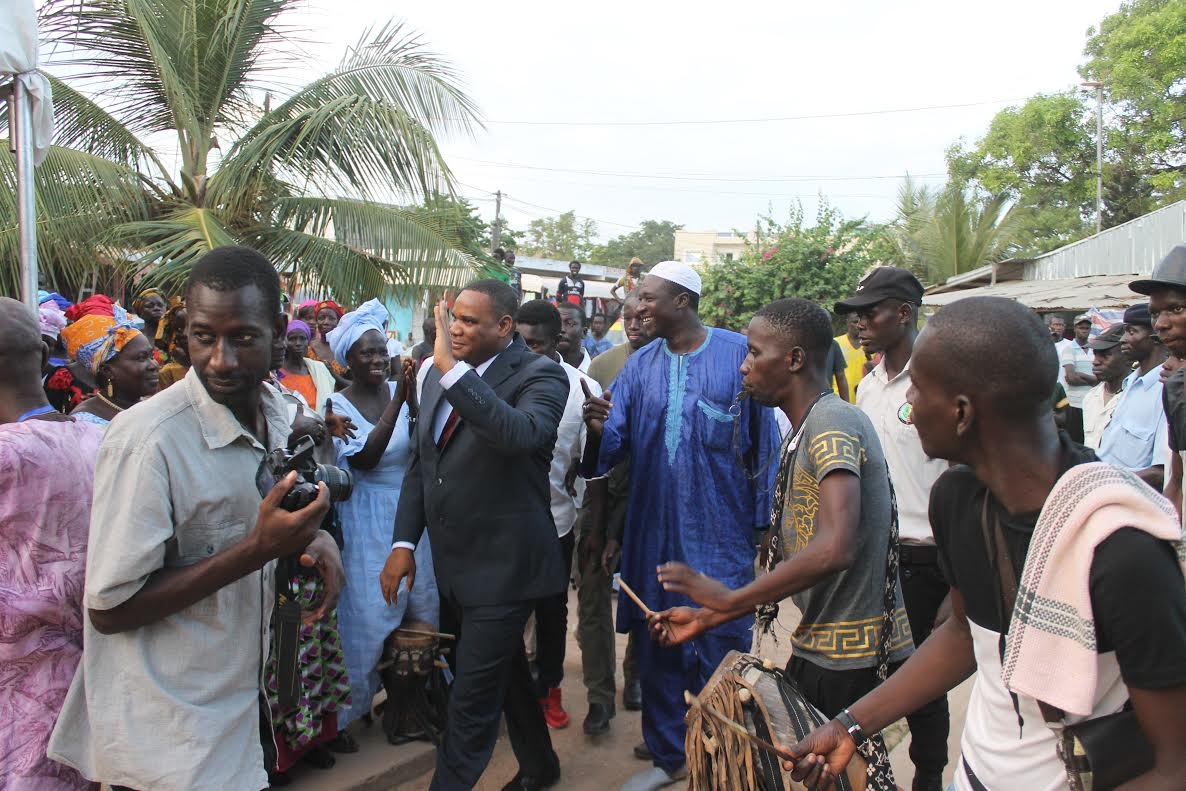
Ousmane Kane lors de sa déclaration de candidature à l'élection présidentielle du Sénégal, le 22 octobre 2015 à M'Bour.